# Birdcage Inn, l'auberge des passions
Pour plus de détails, voir Fiche technique et Distribution.
Birdcage Inn, l'auberge des passions (파란 대문, Paran daemun) est un film sud-coréen réalisé par Kim Ki-duk, sorti en 1998.

## Synopsis
Au début du film, une jeune femme arrive dans un petit hôtel qui propose des chambres et en option « the girl » ; elle vient prendre la place laissée vacante par une prostituée précédente. Le couple qui tient l'établissement lui concède le gîte et le couvert, mais la fille des propriétaires ne supporte bientôt plus cette situation qui lui fait honte et l'empêche de présenter son fiancé à ses parents ; elle se montre donc très désagréable avec la nouvelle « locataire ». La situation se complique encore lorsque tout juste sorti de prison, l'ancien proxénète de cette dernière retrouve sa trace.

## Fiche technique
- Titre : Birdcage Inn, l'auberge des passions
- Titre original : 파란 대문 (Paran daemun)
- Réalisation : Kim Ki-duk
- Scénario : Kim Ki-duk et Seo Jeong-min
- Production : Lee Seung-jae
- Musique : Lee Moon-hui
- Photographie : Seo Jeong-min
- Montage : Ko Im-pyo
- Pays d'origine : Corée du Sud
- Langue : Coréen
- Format : Couleurs - 1,85:1 - Stéréo - 35 mm
- Genre : Drame
- Durée : 105 minutes
- Date de sortie : 31 octobre 1998 (Corée du Sud)

## Distribution
- Lee Ji-eun : Jin-a
- Lee Hae-eun : Hye-mi
- Ahn Jae-mo : Hyun-woo
- Jeong Hyeong-gi : Gecko
- Son Min-seok : Jin-ho

## Récompenses
- Nomination au Grand prix du jury lors de l'AFI Fest 1999.